# 成份股
成份股又称指数股，是指在股票价格指数（如恒生指数、道瓊斯工業指數）計算中所选用的股票，一般會是股票市場中的重要股票，而且可以反映股票市場的特點或是趨勢。
像道瓊斯工業指數中，其成份股有通用電氣、寶潔、沃爾瑪等。

## 参看
- 恒生指数成份股
- 蓝筹股
- 红筹指数成份股
- 臺灣50指數成分股票